# 255-й истребительный авиационный полк
255-й истребительный авиационный полк (255-й иап) — воинская часть Военно-воздушных сил (ВВС) Вооружённых Сил РККА, принимавшая участие в боевых действиях Великой Отечественной войны.

## История наименований полка
За весь период своего существования полк несколько раз менял своё наименование:
- 255-й истребительный авиационный полк;
- 255-й истребительный авиационный полк ВВС Северного флота;
- 255-й истребительный авиационный Краснознамённый полк ВВС Северного флота;
- 255-й истребительный авиационный Краснознамённый полк ПВО;
- Войсковая часть Полевая почта 26895

## Создание полка
255-й истребительный авиационный полк начал формироваться Приказом НКО СССР в апреле 1941 года в составе 36-й истребительной авиационной дивизии ВВС Киевского Особого военного округа на аэродроме Брусилов (около Киева) по штату 15/21 из личного состава 2-го и 43-го иап на самолётах И-16
| И-16 | ЛаГГ-3 |

## Переименование полка
255-й истребительный авиационный полк 25 июня 1942 года в составе Ударной авиационной группы Ставки ВГК был передан в состав Северного Флота и был переименован в 255-й истребительный авиационный полк ВВС Северного Флота.

## В действующей армии
В составе действующей армии:
- с 22 июня 1941 года по 5 августа 1941 года.

## Командиры полка
- майор, подполковник Якушин Константин Егорович[3], 04.1941 — 08.1941.

## В составе соединений и объединений
| Период        | Фронт (округ)                   | армия                      | дивизия                                       | примечание |
| ------------- | ------------------------------- | -------------------------- | --------------------------------------------- | --- |
| 17.04.1941 г. | Западный Особый военный округ   | ВВС округа                 | 36-я истребительная авиационная дивизия       | Брусилов, И-16 |
| 22.06.1941 г. | Юго-Западный фронт              | ВВС фронта                 | 36-я истребительная авиационная дивизия       | Не завершив формирование, вступил в боевые действия на И-16. Имел в боевом составе 13 И-16.                                                                                   |
| 23.08.1941 г. | Юго-Западный фронт              | ВВС фронта                 | 36-я истребительная авиационная дивизия       | Передав лётный состав и часть ИТС в другие полки 36-й иад, командование и управление полка с частью техсостава убыли с фронта на доукомплектование и переучивание в 11-й зиап |
| 23.08.1941 г. | Северо-Кавказский военный округ | ВВС округа                 | 11-й запасной истребительный авиационный полк | Таганрог |
| 21.12.1941 г. | Московский округ                | ВВС округа                 | 2-й запасной истребительный авиационный полк  | За отсутствием матчасти в 11-м зиап, переведён во 2-й зиап |
| 20.03.1942 г. | Московский округ                | ВВС округа                 | 2-й запасной истребительный авиационный полк  | станция Сейма Горьковской области, переформирован по штату 015/174 и освоил ЛаГГ-3                                                                                            |
| 20.03.1942 г. | Московский округ                | ВВС округа                 | 2-й запасной истребительный авиационный полк  | Лётный состав полка дважды перегонял самолёты ЛаГГ-3 для воюющих полков ВВС Волховского фронта с апреля по май                                                                |
| 01.05.1942 г. | Московский округ                | ВВС округа                 | 2-й запасной истребительный авиационный полк  | г. Горький на заводе № 21 получил 20 ЛаГГ-3 и убыл на фронт |
| 07.05.1942 г. | Ленинградский фронт             | Ленинградская группа войск | ударная авиационная группа                    | вступил в боевые действия |
| 25.06.1942 г. | Ленинградский фронт             | Резерв Ставки ВГК          | Особая морская авиационная группа             | вступил в боевые действия |
| 05.07.1942 г. | Северный Флот                   | ВВС Северного Флота        | Особая морская авиационная группа             | |

## Участие в операциях и битвах
- Приграничные сражения — с 22 июня 1941 года по 29 июня 1941 года
- Киевская оборонительная операция — с 11 июля 1941 года по 23 августа 1941 года

## Первая победа полка в воздушном бою
Первая известная воздушная победа полка в Отечественной войне одержана 22 июня 1941 года: старший лейтенант Денисов И. С. в воздушном бою в районе северо-западнее г. Киева сбил немецкий бомбардировщик Ju-88.

## Лётчики-асы полка
| Фамилия, имя отчество       | Награды | Сбито самолётов (+ в группе) | Примечание                                                                                     |
| --------------------------- | ------- | ---------------------------- | ---------------------------------------------------------------------------------------------- |
| Балясников Алексей Иванович |         | 11 + 2 (+ 8 аэростатов)      | Лётчик полка: июнь — авг. 1941. Боевых вылетов: 620; воздушных боёв: 148. Умер 4 марта 1986 г. |

## Самолёты на вооружении
| Период      | Самолёты |
| ----------- | -------- |
| 1941 — 1941 | И-16     |
| 1941 — 1942 | ЛаГГ-3   |